# Argyle (Minnesota)
Argyle ist eine Kleinstadt (mit dem Status „City“) im Marshall County im US-amerikanischen Bundesstaat Minnesota. Das U.S. Census Bureau hat bei der Volkszählung 2020 eine Einwohnerzahl von 544 ermittelt.

## Geografie
Argyle liegt am Middle River, einem Nebenfluss des in den Red River of the North mündenden Snake River. Die geografischen Koordinaten sind 48°19′58″ nördlicher Breite und 96°49′15″ westlicher Länge. Der Ort erstreckt sich über eine Fläche von 2,59 km².
Benachbarte Orte von Argyle sind Stephen (14,4 km nordnordwestlich), Warren (16,3 km südsüdöstlich) und Alvarado (28,9 km südwestlich).
Die nächstgelegenen größeren Städte sind Fargo in North Dakota (179 km südlich), Winnipeg in der kanadischen Provinz Manitoba (196 km nördlich), Duluth am Oberen See (452 km ostsüdöstlich) und Minneapolis (530 km südöstlich).
Die Grenze zu Kanada befindet sich 80,9 km nördlich.

## Verkehr
Der von Nord nach Süd führende U.S. Highway 75 verläuft durch den Osten von Argyle. Alle weiteren Straßen sind untergeordnete Landstraßen, teils unbefestigte Fahrwege sowie innerörtliche Verbindungsstraßen.
Parallel zum US 75 verläuft eine Eisenbahnstrecke der heute zur BNSF Railway gehörenden früheren Great Northern Railway.
Mit dem Warren Municipal Airport befindet sich 20,9 km südsüdöstlich von Argyle ein kleiner Regionalflugplatz. Die nächsten Großflughäfen sind der Winnipeg James Armstrong Richardson International Airport (198 km nördlich), der Hector International Airport in Fargo (179 km südlich) und der Minneapolis-Saint Paul International Airport (553 km südöstlich).

## Geschichte
Als 1879 James J. Hill die spätere Great Northern Railway gründete, wurde eine Eisenbahnlinie von Crookston zur kanadischen Grenze geplant. Das Land, auf dem die heutige Stadt liegt, war bereits zuvor von einem aus Kanada stammenden Siedler namens Gervais bewohnt, der hier eine kleine Siedlung anlegte. Hill ließ südlich des Middle River eine Eisenbahnsiedlung anlegen, die den Namen Argyle bekam und 1883 als selbstständige Kommune inkorporiert wurde.
Da die neue Siedlung nur auf der Südseite des Flusses lag, war die Eindeichung problemlos. Dies bedeutete aber zugleich, dass das nördliche Ufer zu einer großen Polderfläche wurde. Somit wurde die frühere Siedlung von Gervais 1888 mit dem Bau des Deiches aufgeben, was durch Entschädigungszahlungen der Regierung erreicht wurde.
Zu den ersten überwiegend frankokanadischen Siedlern kamen allmählich zahlreiche Einwanderer aus England, Norwegen, Polen, Schweden, Schottland und Deutschland hinzu.

## Demografische Daten
Nach der Volkszählung im Jahr 2010 lebten in Argyle 639 Menschen in 261 Haushalten. Die Bevölkerungsdichte betrug 246,7 Einwohner pro Quadratkilometer. In den 261 Haushalten lebten statistisch je 2,43 Personen.
Ethnisch betrachtet setzte sich die Bevölkerung zusammen aus 96,7 Prozent Weißen, 0,3 Prozent (zwei Personen) amerikanischen Ureinwohnern sowie 2,2 Prozent aus anderen ethnischen Gruppen; 0,8 Prozent stammten von zwei oder mehr Ethnien ab. Unabhängig von der ethnischen Zugehörigkeit waren 2,7 Prozent der Bevölkerung spanischer oder lateinamerikanischer Abstammung.
26,3 Prozent der Bevölkerung waren unter 18 Jahre alt, 54,0 Prozent waren zwischen 18 und 64 und 19,7 Prozent waren 65 Jahre oder älter. 52,3 Prozent der Bevölkerung war weiblich.
Das mittlere jährliche Einkommen eines Haushalts lag bei 45.000 USD. Das Pro-Kopf-Einkommen betrug 32.009 USD. 6,0 Prozent der Einwohner lebten unterhalb der Armutsgrenze.